# Hamlet (Nebraska)
Hamlet és una població dels Estats Units a l'estat de Nebraska. Segons el cens del 2000 tenia 54 habitants.

## Demografia
Segons el cens del 2000, Hamlet tenia 54 habitants, 27 habitatges, i 14 famílies. La densitat de població era de 63,2 habitants per km².
Dels 27 habitatges en un 14,8% hi vivien nens de menys de 18 anys, en un 51,9% hi vivien parelles casades, en un 0% dones solteres, i en un 48,1% no eren unitats familiars. En el 48,1% dels habitatges hi vivien persones soles el 22,2% de les quals corresponia a persones de 65 anys o més que vivien soles. El nombre mitjà de persones vivint en cada habitatge era de 2 i el nombre mitjà de persones que vivien en cada família era de 2,93.
Per edats la població es repartia de la següent manera: un 24,1% tenia menys de 18 anys, un 0% entre 18 i 24, un 25,9% entre 25 i 44, un 25,9% de 45 a 60 i un 24,1% 65 anys o més.
L'edat mediana era de 46 anys. Per cada 100 dones de 18 o més anys hi havia 86,4 homes.
La renda mediana per habitatge era de 16.667 $ i la renda mediana per família de 43.438 $. Els homes tenien una renda mediana de 16.250 $ mentre que les dones 16.250 $. La renda per capita de la població era de 12.704 $. Cap de les famílies i el 8,3% de la població estaven per davall del llindar de pobresa.

## Poblacions més properes
El següent diagrama mostra les poblacions més properes.